# Hrobová kaple hrabat Pöttingů z Persingu
Hrobová kaple hrabat Pöttingů z Persingu s vysokým štítovým průčelím se nachází v jižní části Žižkova náměstí v Habrech a je chráněna jako kulturní památka. Je pozůstatkem někdejšího hřbitova a jsou v ní umístěny čtyři náhrobní kameny.

## Historie a popis
Rodina hrabat Pöttingů z Persingu, která sídlila na zámku v Žákách u Čáslavi a vlastnila haberské panství, se ve 2. polovině 18. století rozhodla postavit rodinnou hrobku naproti zámku v Habrech vedle kostela Nanebevzetí Panny Marie. Stavba hrobky pochází z doby před rokem 1796.
Vybavení kaple tvoří dřevěný oltář z období pozdního baroka. Mensa je barokně prohnutá, na tabernáklu je vyobrazeno „Snímání z kříže“.
Hrobová kaple obsahuje náhrobní kameny na zemi, jeden s nápisem Kateřina Grafin von Pöttingová geb. Freyn v Mallbrunen nar. 1744, zemř. 1796. Další náhrobní kámen z roku 1809 je opatřen jménem Jan Adolf Pöetting. Dále jsou zde dva náhrobní kameny z červeného mramoru, která patří členům rodu z 19. století.
V kapli je i náhrobní kámen V. Říhovského, který se stal i inspirací pro povídku „Náhrobek“ a „Erbovní znamení“, které napsal P. V. Zemek.[zdroj?]